# Fissurellinae
Fissurellinae is een onderfamilie van weekdieren uit de klasse van de Gastropoda (slakken).

## Geslachten
- Amblychilepas Pilsbry, 1890
- Dendrofissurella McLean & Kilburn, 1986
- Fissurella Bruguière, 1789
- Leurolepas McLean, 1970
- Macroschisma Gray, 1835
- Medusafissurella McLean & Kilburn, 1986